# Bogenfingergeckos

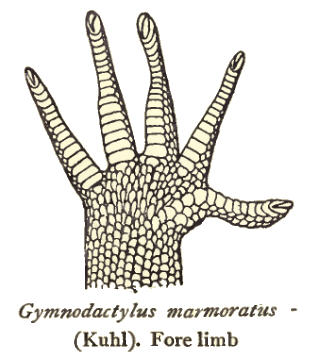
Vorderfuß von Cyrtodactylus marmoratus (früher Gymnodactylus marmoratus)

Die Bogenfingergeckos (Cyrtodactylus) sind eine Gattung innerhalb der Familie der Geckos, die keine Haftscheiben an ihren äußeren Extremitäten besitzen. Ihre Zehen und Finger sind in einem nach oben gerichteten Bogen abgewinkelt und haben große Krallen.

## Merkmale
Aufgrund der fehlenden Haftscheiben an den Extremitäten leben die Bogenfingergeckos häufiger am Boden als Haftzehen-Geckos. Ihre Zehen und Finger sind in einem nach oben abgerichteten Bogen abgewinkelt und haben große Krallen. Kopf und Rumpf sind deutlich abgeflacht, während die Augen hervorspringen. Den Rücken bedecken winzige Körnchenschuppen und auffällige Längsreihen großer Höckerschuppen. Letztere finden sich auch an den Enden der einzelnen Schwanzsegmente.

## Arten

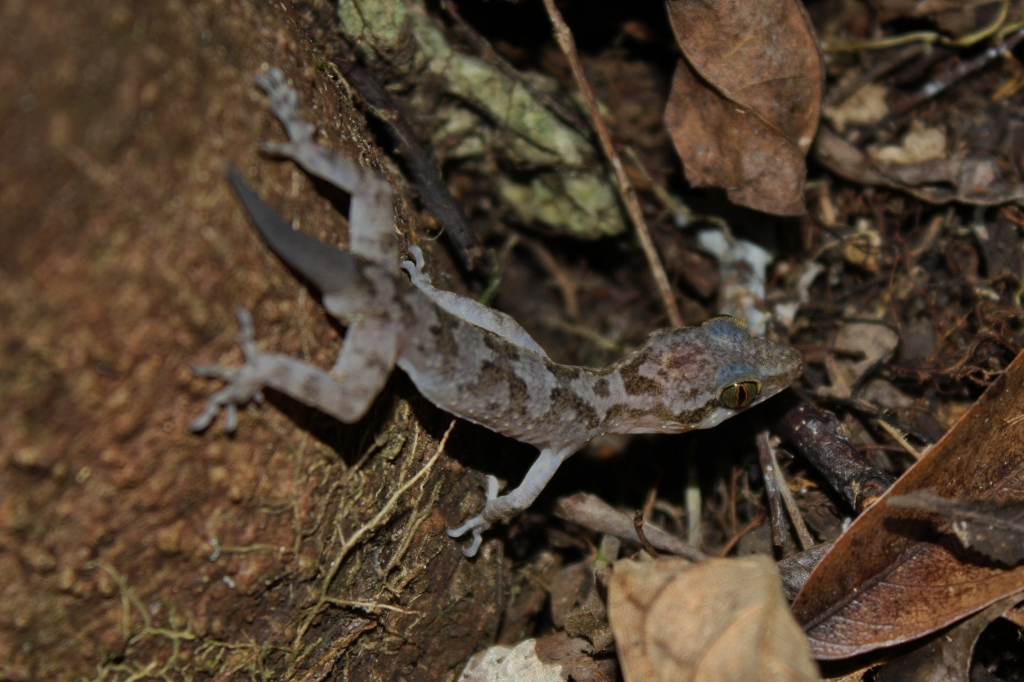
Cyrtodactylus annulatus

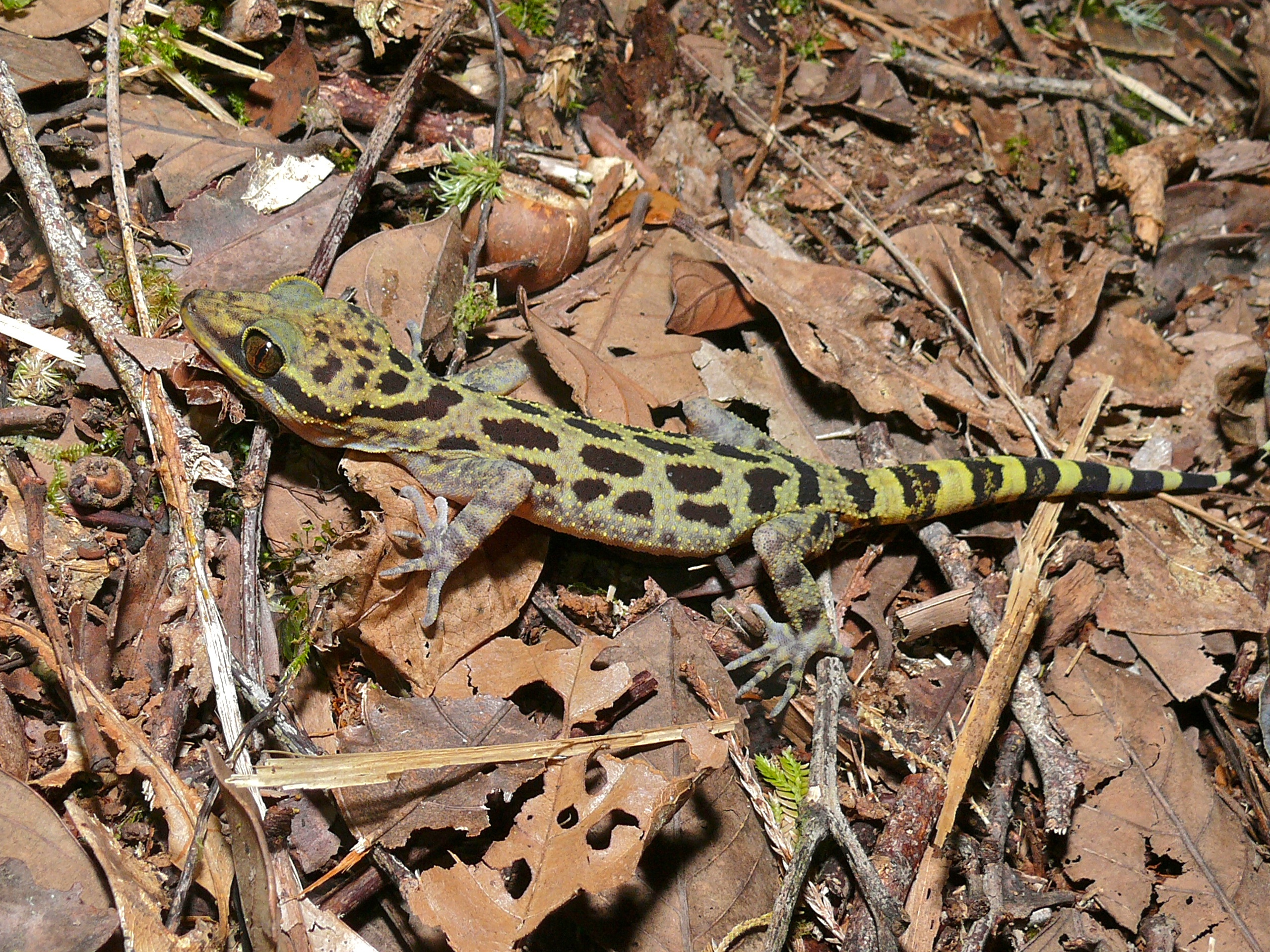
Cyrtodactylus baluensis

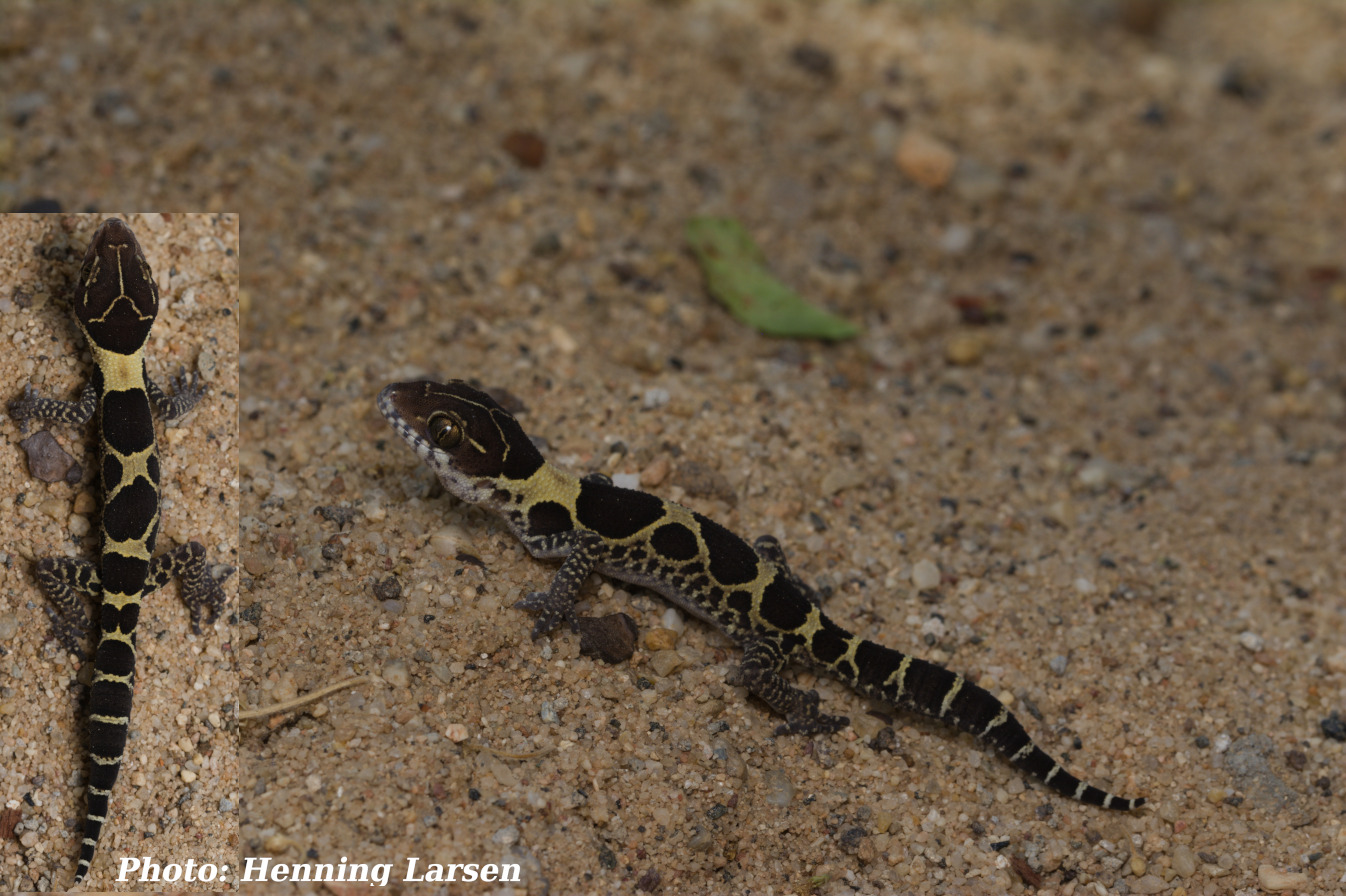
Cyrtodactylus brevidactylus ist stark gefährdet und in Myanmar endemisch

Die Gattung der Bogenfingergeckos ist die artenreichste unter den Gekkota, sie umfasst 341 Arten (Stand: Januar 2023):
- Cyrtodactylus aaronbaueri Purkayastha, Lalremsanga, Bohra, Biakzuala, Decemson, Muansanga, Vabeiryureilai & Rathee, 2021
- Cyrtodactylus aaroni Günther & Rösler, 2003
- Cyrtodactylus adleri Das, 1997
- Cyrtodactylus adorus Shea, Couper, Wilmer & Amey, 2011[2]
- Cyrtodactylus aequalis Bauer, 2003
- Cyrtodactylus agamensis (Bleeker, 1860)
- Cyrtodactylus agarwali Purkayastha, Lalremsanga, Bohra, Biakzuala, Decemson, Muansanga, Vabeiryureilai & Rathee, 2021
- Cyrtodactylus agusanensis (Taylor, 1915)
- Cyrtodactylus albofasciatus (Boulenger, 1885)
- Cyrtodactylus amphipetraeus Chomdej, Suwannapoom, Pawangkhanant, Pradit, Nazarov, Grismer & Poyarkov, 2020
- Cyrtodactylus angularis (Smith, 1921)
- Cyrtodactylus annandalei Bauer, 2003
- Cyrtodactylus annulatus (Taylor, 1915)
- Cyrtodactylus aravindi Narayanan, Das, Balan, Tom, Divakar, Kp, Hopeland & Deepak, 2022
- Cyrtodactylus arcanus Oliver, Richards & Sistrom, 2012
- Cyrtodactylus arunachalensis Mirza, Bhosale, Ansari, Phansalkar, Swant, Gowande & Patel, 2021
- Cyrtodactylus astrum Grismer, Wood, Quah, Anuar, Muin, Sumontha, Ahmad, Bauer, Wangkulangkul, Grismer & Pauwels, 2012[3]
- Cyrtodactylus atremus Kraus & Weijola, 2019
- Cyrtodactylus aunglini Grismer, Wood, Thura, Win, Grismer, Trueblood & Quah, 2018
- Cyrtodactylus auralensis Murdoch, Grismer, Wood, Neang, Poyarkov, Tri, Nazarov, Aowphol, Pauwels, Nguyen & Grismer, 2019
- Cyrtodactylus aurensis Grismer, 2005
- Cyrtodactylus auribalteatus Sumontha, Panitvong & Deein, 2010[4]
- Cyrtodactylus australotitiwangsaensis Grismer, Wood, Quah, Anuar, Muin, Sumontha, Ahmad, Bauer, Wangkulangkul, Grismer & Pauwels, 2012[3]
- Cyrtodactylus ayeyarwadyensis Bauer, 2003
- Cyrtodactylus badenensis Sang, Orlov & Darevsky, 2006
- Cyrtodactylus baluensis (Mocquard, 1890)
- Cyrtodactylus bansocensis Luu, Nguyen, Le, Bonkowski & Ziegler, 2016
- Cyrtodactylus bapme Kamei & Mahony, 2021
- Cyrtodactylus batik Iskandar, Rachmansah & Umilaela, 2011
- Cyrtodactylus battalensis Khan, 1993
- Cyrtodactylus batucolus Grismer, Chan, Grismer, Wood & Belabut, 2008
- Cyrtodactylus bayinnyiensis Grismer, Wood, Thura, Quah, Murdoch, Grismer, Herr, Lin & Kyaw, 2018
- Cyrtodactylus bengkhuaiai Purkayastha, Lalremsanga, Bohra, Biakzuala, Decemson, Muansanga, Vabeiryureilai & Rathee, 2021
- Cyrtodactylus bhupathyi Agarwal, Mahony, Giri, Chaitanya & Bauer, 2018
- Cyrtodactylus bichnganae Ngo van tri & Grismer, 2010
- Cyrtodactylus bidoupimontis Nazarov, Poyarkov, Orlov, Phung, Nguyen, Hoang & Ziegler, 2012
- Cyrtodactylus bintangrendah Grismer, Wood, Quah, Anuar, Muin, Sumontha, Ahmad, Bauer, Wangkulangkul, Grismer & Pauwels, 2012[3]
- Cyrtodactylus bintangtinggi Grismer, Wood, Quah, Anuar, Muin, Sumontha, Ahmad, Bauer, Wangkulangkul, Grismer & Pauwels, 2012[3]
- Cyrtodactylus biordinis Brown & Mccoy, 1980
- Cyrtodactylus bobrovi Nguyen, Le, Van pham, Ngo, Hoang, The pham & Ziegler, 2015
- Cyrtodactylus bokorensis Murdoch, Grismer, Wood, Neang, Poyarkov, Tri, Nazarov, Aowphol, Pauwels, Nguyen & Grismer, 2019
- Cyrtodactylus boreoclivus Oliver, Krey, Mumpuni & Richards, 2011
- Cyrtodactylus brevidactylus Bauer, 2002
- Cyrtodactylus brevipalmatus (Smith, 1923)
- Cyrtodactylus buchardi David, Teynié & Ohler, 2004
- Cyrtodactylus bugiamapensis Nazarov, Poyarkov, Orlov, Phung, Nguyen, Hoang & Ziegler, 2012
- Cyrtodactylus calamei Luu, Bonkowski, Nguyen, Le, Schneider, Ngo & Ziegler, 2016
- Cyrtodactylus camortensis Chandramouli, 2020
- Cyrtodactylus caovansungi Orlov, Quang truong, Nazarov, Ananjeva & Ngoc sang, 2007
- Cyrtodactylus capreoloides Rösler, Richards & Günther, 2007
- Cyrtodactylus cardamomensis Murdoch, Grismer, Wood, Neang, Poyarkov, Tri, Nazarov, Aowphol, Pauwels, Nguyen & Grismer, 2019
- Cyrtodactylus cattienensis Geissler, Nazarov, Orlov, Böhme, Phung, Nguyen & Ziegler, 2009
- Cyrtodactylus cavernicolus Inger & King, 1961
- Cyrtodactylus cayuensis Li, 2007
- Cyrtodactylus celatus Kathriner, Bauer, O'shea, Sanchez & Kaiser, 2014
- Cyrtodactylus chamba Agarwal, Khandekar & Bauer, 2018
- Cyrtodactylus chanhomeae Bauer, Sumontha & Pauwels, 2003
- Cyrtodactylus chaunghanakwaensis Grismer, Wood, Thura, Quah, Murdoch, Grismer, Herr, Lin & Kyaw, 2018
- Cyrtodactylus chauquangensis Quang, Orlov, Ananjeva, Johns, Ngoc thao & Quang vinh, 2007
- Cyrtodactylus chrysopylos Bauer, 2003
- Cyrtodactylus chungi Ostrowski, Le, Ngo, Pham, Phung, Nguyen & Ziegler, 2021
- Cyrtodactylus collegalensis (Beddome, 1870) C. collegalensis

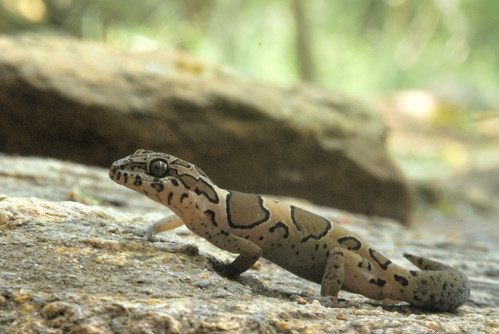
C. collegalensis

- Cyrtodactylus condorensis (Smith, 1921)
- Cyrtodactylus consobrinoides (Annandale, 1905)
- Cyrtodactylus consobrinus (Peters, 1871)
- Cyrtodactylus cracens Batuwita & Bahir, 2005
- Cyrtodactylus crustulus Oliver, Hartman, Turner, Wilde, Austin & Richards, 2020
- Cyrtodactylus cryptus Heidrich, Rösler, Thanh, Böhme & Ziegler, 2007
- Cyrtodactylus cucdongensis Schneider, Phung, Le, Nguyen & Ziegler, 2014[5]
- Cyrtodactylus cucphuongensis Ngo & Onn, 2011
- Cyrtodactylus culaochamensis Tri, Grismer, Thai & Wood, 2020
- Cyrtodactylus dammathetensis Grismer, Wood, Thura, Zin, Quah, Murdoch, Grismer, Lin, Kyaw & Lwin, 2017
- Cyrtodactylus darevskii Nazarov, Poyarkov, Orlov, Nguyen, Milto, Martynov, Konstantinov & Chulisov, 2014
- Cyrtodactylus darmandvillei (Weber, 1890)
- Cyrtodactylus dati Ngo van tri, 2013
- Cyrtodactylus dattanensis (Khan, 1980)
- Cyrtodactylus dattkyaikensis Grismer, Wood, Quah, Grismer, Thura, Oaks & Lin, 2020
- Cyrtodactylus dayangbuntingensis Quah, Grismer, Wood & Sah, 2019
- Cyrtodactylus deccanensis (Günther, 1864)
- Cyrtodactylus derongo Brown & Parker, 1973
- Cyrtodactylus deveti (Brongersma, 1948)
- Cyrtodactylus dianxiensis Liu & Rao, 2021
- Cyrtodactylus doisuthep Kunya, Panmongkol, Pauwels, Sumontha, Meewasana, Bunkhwamdi5 & Dangsri, 2014[6]
- Cyrtodactylus dumnuii Bauer, Kunya, Sumontha, Niyomwan, Pauwels, Chanhome & Kunya, 2010
- Cyrtodactylus durio Grismer, Anuar, Quah, Muin, Onn, Grismer & Ahmad, 2010
- Cyrtodactylus edwardtaylori Batuwita & Bahir, 2005
- Cyrtodactylus eisenmanae Ngo van tri, 2008
- Cyrtodactylus elok Dring, 1979
- Cyrtodactylus epiroticus Kraus, 2008
- Cyrtodactylus equestris Oliver, Richards, Mumpuni & Rösler, 2016
- Cyrtodactylus erythrops Bauer, Kunya, Sumontha, Niyomwan, Panitvong, Pauwels, Chanhome & Kunya, 2009
- Cyrtodactylus evanquahi Wood, Grismer, Muin, Anuar, Oaks & Sites, 2020
- Cyrtodactylus exercitus Purkayastha, Lalremsanga, Litho, Rathee, Bohra, Mathipi, Biakzuala & Muansanga, 2022
- Cyrtodactylus fasciolatus (Blyth, 1861)
- Cyrtodactylus feae (Boulenger, 1893)
- Cyrtodactylus fluvicavus Grismer, Aowphol, Yodthong, Ampai, Termprayoon, Aksornneam & Rujirawan, 2022
- Cyrtodactylus fraenatus (Günther, 1864)
- Cyrtodactylus fumosus (Müller, 1895)
- Cyrtodactylus gansi Bauer, 2003
- Cyrtodactylus gialaiensis Luu, Dung, Nguyen, Le & Ziegler, 2017
- Cyrtodactylus gordongekkoi (Das, 1994)
- Cyrtodactylus grismeri Ngo van tri, 2008
- Cyrtodactylus guakanthanensis Grismer, Belabut, Quah, Onn, Wood & Hasim, 2014[7]
- Cyrtodactylus gubaot Welton, Siler, Linkem, Diesmos & Brown, 2010
- Cyrtodactylus gubernatoris (Annandale, 1913)
- Cyrtodactylus gulinqingensis Liu, Li, Hou, Orlov & Ananjeva, 2021
- Cyrtodactylus gunungsenyumensis Grismer, Wood, Anuar, Davis, Cobos & Murdoch, 2016
- Cyrtodactylus guwahatiensis Agarwal, Mahony, Giri, Chaitanya & Bauer, 2018
- Cyrtodactylus halmahericus (Mertens, 1929)
- Cyrtodactylus hamidyi Riyanto, Fauzi, Sidik, Mumpuni, Irham, Kurniawan, Ota, Okamoto, Hikida & Grismer, 2021
- Cyrtodactylus hantu Davis, Das, Leaché, Karin, Brennan, Jackman, Nashriq, Chan & Bauer, 2021
- Cyrtodactylus hekouensis Zhang, Liu, Bernstein, Wang & Yuan, 2021
- Cyrtodactylus hidupselamanya Grismer, Wood, Anuar, Grismer, Quah, Murdoch, Muin, Davis, Auilar, Klabacka, Cobos, Aowphol & Sites, 2016
- Cyrtodactylus hikidai Riyanto, 2012
- Cyrtodactylus himalayanus Duda & Sahi, 1978
- Cyrtodactylus himalayicus (Annandale, 1906)
- Cyrtodactylus hinnamnoensis Luu, Bonkowski, Nguyen, Le, Schneider, Ngo & Ziegler, 2016
- Cyrtodactylus hitchi Riyanto, Kurniati & Engilis, 2016
- Cyrtodactylus hontreensis Ngo van tri, Grismer & Grismer, 2008
- Cyrtodactylus hoskini Shea, Couper, Wilmer & Amey, 2011[2]
- Cyrtodactylus houaphanensis Schneider, Luu, Sitthivong, Teynié, Le, Nguyen & Ziegler, 2020
- Cyrtodactylus huongsonensis Luu, Nguyen, Do & Ziegler, 2011
- Cyrtodactylus hutchinsoni Oliver, Karkkainen & Richards, 2021
- Cyrtodactylus huynhi Ngo & Bauer, 2008
- Cyrtodactylus ingeri Hikida, 1990
- Cyrtodactylus interdigitalis Ulber, 1993
- Cyrtodactylus intermedius (Smith, 1917)
- Cyrtodactylus inthanon Kunya, Sumontha, Panitvong, Dongkumfu, Sirisamphan & Pauwels, 2015
- Cyrtodactylus irianjayaensis Rösler, 2001
- Cyrtodactylus irregularis (Smith, 1921)
- Cyrtodactylus jaegeri Luu, Calame, Bonkowski, Nguyen & Ziegler, 2014
- Cyrtodactylus jaintiaensis Agarwal, Mahony, Giri, Chaitanya & Bauer, 2018
- Cyrtodactylus jambangan Welton, Siler, Diesmos & Brown, 2010
- Cyrtodactylus jarakensis Grismer, Chan, Grismer, Wood & Belabut, 2008
- Cyrtodactylus jarujini Ulber, 1993
- Cyrtodactylus jatnai Amarasinghe, Riyanto, Mumpuni & Grismer, 2020
- Cyrtodactylus jelawangensis Grismer, Wood, Anuar, Quah, Muin, Mohamed, Onn, Sumarli, Loredo & Heinz, 2014
- Cyrtodactylus jellesmae (Boulenger, 1897)
- Cyrtodactylus jeyporensis (Beddome, 1878)
- Cyrtodactylus kamengensis Mirza, Bhosale, Thackeray, Phansalkar, Sawant, Gowande & Patel, 2022
- Cyrtodactylus karsticolus Purkayastha, Lalremsanga, Bohra, Biakzuala, Decemson, Muansanga, Vabeiryureilai & Rathee, 2021
- Cyrtodactylus kazirangaensis Agarwal, Mahony, Giri, Chaitanya & Bauer, 2018
- Cyrtodactylus khammouanensis Nazarov, Poyarkov, Orlov, Nguyen, Milto, Martynov, Konstantinov & Chulisov, 2014
- Cyrtodactylus khasiensis (Jerdon, 1870)
- Cyrtodactylus khelangensis Pauwels, Sumontha, Panitvong & Varaguttanonda, 2014[8]
- Cyrtodactylus kimberleyensis Bauer & Doughty, 2012
- Cyrtodactylus kingsadai Ziegler, Phung, Le & Nguyen, 2013
- Cyrtodactylus klugei Kraus, 2008
- Cyrtodactylus kochangensis Grismer, Aowphol, Yodthong, Ampai, Termprayoon, Aksornneam & Rujirawan, 2022
- Cyrtodactylus kohrongensis Grismer, Onn, Oaks, Neang, Sokun, Murdoch, Stuart & Grismer, 2020
- Cyrtodactylus kulenensis Grismer, Geissler, Neang, Hartmann, Wagner & Poyarkov, 2021
- Cyrtodactylus kunyai Pauwels, Sumontha, Keeratikiat & Phanamphon, 2014[9]
- Cyrtodactylus laangensis Murdoch, Grismer, Wood, Neang, Poyarkov, Tri, Nazarov, Aowphol, Pauwels, Nguyen & Grismer, 2019
- Cyrtodactylus laevigatus Darevsky, 1964
- Cyrtodactylus langkawiensis Grismer, Wood, Quah, Anuar, Muin, Sumontha, Ahmad, Bauer, Wangkulangkul, Grismer & Pauwels, 2012[3]
- Cyrtodactylus lateralis (Werner, 1896)
- Cyrtodactylus lawderanus (Stoliczka, 1871)
- Cyrtodactylus leegrismeri Chan & Norhayati, 2010
- Cyrtodactylus lekaguli Grismer, Wood, Quah, Anuar, Muin, Sumontha, Ahmad, Bauer, Wangkulangkul, Grismer & Pauwels, 2012[3]
- Cyrtodactylus lenggongensis Grismer, Wood, Anuar, Grismer, Quah, Murdoch, Muin, Davis, Auilar, Klabacka, Cobos, Aowphol & Sites, 2016
- Cyrtodactylus lenya Mulcahy, Thura & Zug, 2017
- Cyrtodactylus limajalur Davis, Bauer, Jackman, Nashriq & Das, 2019
- Cyrtodactylus linnoensis Grismer, Wood, Thura, Zin, Quah, Murdoch, Grismer, Lin, Kyaw & Lwin, 2017
- Cyrtodactylus linnwayensis Grismer, Wood, Thura, Zin, Quah, Murdoch, Grismer, Lin, Kyaw & Lwin, 2017
- Cyrtodactylus lomyenensis Ngo van tri & Pauwels, 2010
- Cyrtodactylus loriae (Boulenger, 1897)
- Cyrtodactylus louisiadensis (De vis, 1892)
- Cyrtodactylus lungleiensis Lalremsanga, Chinliansiama, Chandra bohra, Biakzuala, Vabeiryureilai, Muansanga, Malsawmdawngliana, Hmar, Decemson, Siammawii, Das, & purkayastha, 2022
- Cyrtodactylus macrotuberculatus Grismer & Ahmad, 2008
- Cyrtodactylus maelanoi Grismer, Rujirawan, Termprayoon, Ampai, Yodthong, Wood, Oaks & Aowphol, 2020
- Cyrtodactylus majulah Grismer, Wood & Lim, 2012
- Cyrtodactylus malayanus (De rooij, 1915)
- Cyrtodactylus mamanwa Welton, Siler, Linkem, Diesmos & Brown, 2010
- Cyrtodactylus mandalayensis Mahony, 2009
- Cyrtodactylus manos Oliver, Karkkainen, Rösler & Richards, 2019
- Cyrtodactylus markuscombaii (Darevsky, Helfenberger, Orlov & Shah, 1998)
- Cyrtodactylus marmoratus Gray, 1831
- Cyrtodactylus martini Ngo van tri, 2011
- Cyrtodactylus martinstolli (Darevsky, Helfenberger, Orlov & Shah, 1998)
- Cyrtodactylus matsuii Hikida, 1990
- Cyrtodactylus mcdonaldi Shea, Couper, Wilmer & Amey, 2011[2]
- Cyrtodactylus medioclivus Oliver, Richards & Sistrom, 2012[10]
- Cyrtodactylus meersi Grismer, Wood, Quah, Murdoch, M grismer, Herr, Espinoza, Brown & Lin, 2018
- Cyrtodactylus menglianensis Liu & Rao, 2022
- Cyrtodactylus metropolis Grismer, Wood, Onn, Anuar & Muin, 2014[11]
- Cyrtodactylus mimikanus (Boulenger, 1914)
- Cyrtodactylus minor Oliver & Richards, 2012[12]
- Cyrtodactylus miriensis Davis, Das, Leaché, Karin, Brennan, Jackman, Nashriq, Chan & Bauer, 2021
- Cyrtodactylus mombergi Grismer, Wood, Quah, Thura, Herr & Lin, 2019
- Cyrtodactylus monilatus Yodthong, Rujirawan, Stuart, Grismer, Aksornneam, Termprayoon, Ampai & Aowphol, 2022
- Cyrtodactylus montanus Agarwal, Mahony, Giri, Chaitanya & Bauer, 2018
- Cyrtodactylus muangfuangensis Sitthivong, Luu, Ha, Nguyen, Le & Ziegler, 2019
- Cyrtodactylus multiporus Nazarov, Poyarkov, Orlov, Nguyen, Milto, Martynov, Konstantinov & Chulisov, 2014
- Cyrtodactylus muluensis Davis, Bauer, Jackman, Nashriq & Das, 2019
- Cyrtodactylus murua Kraus & Allison, 2006
- Cyrtodactylus myaleiktaung Grismer, Wood, Thura, Win, Grismer, Trueblood & Quah, 2018
- Cyrtodactylus myintkyawthurai Grismer, Wood, Quah, Murdoch, M grismer, Herr, Espinoza, Brown & Lin, 2018
- Cyrtodactylus nagalandensis Agarwal, Mahony, Giri, Chaitanya & Bauer, 2018
- Cyrtodactylus namtiram Mahony & Kamei, 2022
- Cyrtodactylus naungkayaingensis Grismer, Wood, Thura, Quah, Murdoch, Grismer, Herr, Lin & Kyaw, 2018
- Cyrtodactylus nebulosus (Beddome, 1870)
- Cyrtodactylus nepalensis (Schleich & Kästle, 1998)
- Cyrtodactylus ngati Le, Sitthivong, Tran, Grismer, Nguyen, Le,ziegler & Luu, 2021
- Cyrtodactylus ngoiensis Schneider, Luu, Sitthivong, Teynié, Le, Nguyen & Ziegler, 2020
- Cyrtodactylus ngopensis Bohra, Zonunsanga, Das, Purkayastha, Biakzuala & Lalremsanga, 2022
- Cyrtodactylus nicobaricus Chandramouli, 2020
- Cyrtodactylus nigriocularis Sang, Orlov & Darevsky, 2006
- Cyrtodactylus novaeguineae (Schlegel, 1837)
- Cyrtodactylus nuaulu Oliver, Edgar, Mumpuni, Iskandar & Lilley, 2009
- Cyrtodactylus nyinyikyawi Grismer, Wood, Thura, Win & Quah, 2019
- Cyrtodactylus oldhami (Theobald, 1876)
- Cyrtodactylus orlovi Do, Phung, Ngo, Le, Ziegler, Pham & Nguyen, 2021
- Cyrtodactylus otai Nguyen, Le, Van pham, Ngo, Hoang, The pham & Ziegler, 2015
- Cyrtodactylus pageli Schneider, Nguyen, Schmitz, Kingsada, Auer & Ziegler, 2011
- Cyrtodactylus pantiensis Grismer, Chan, Grismer, Wood & Belabut, 2008
- Cyrtodactylus papeda Riyanto, Faz, Amarasinghe, Munir, Fitriana, Hamidy, Kusrini & Oliver, 2022
- Cyrtodactylus papilionoides Ulber & Grossmann, 1991
- Cyrtodactylus papuensis (Brongersma, 1934)
- Cyrtodactylus paradoxus (Darevsky & Szczerbak, 1997)
- Cyrtodactylus payacola Johnson, Quah, Anuar, Muin, Wood, Grismer, Greer, Onn, Ahmad, Bauer & Grismer, 2012
- Cyrtodactylus payarhtanensis Mulcahy, Thura & Zug, 2017
- Cyrtodactylus peguensis (Boulenger, 1893)
- Cyrtodactylus petani Riyanto, Grismer & Wood, 2015
- Cyrtodactylus pharbaungensis Grismer, Wood, Thura, Zin, Quah, Murdoch, Grismer, Lin, Kyaw & Lwin, 2017
- Cyrtodactylus phetchaburiensis Pauwels, Sumontha & Bauer, 2016
- Cyrtodactylus philippinicus (Steindachner, 1867) C. philippinicus

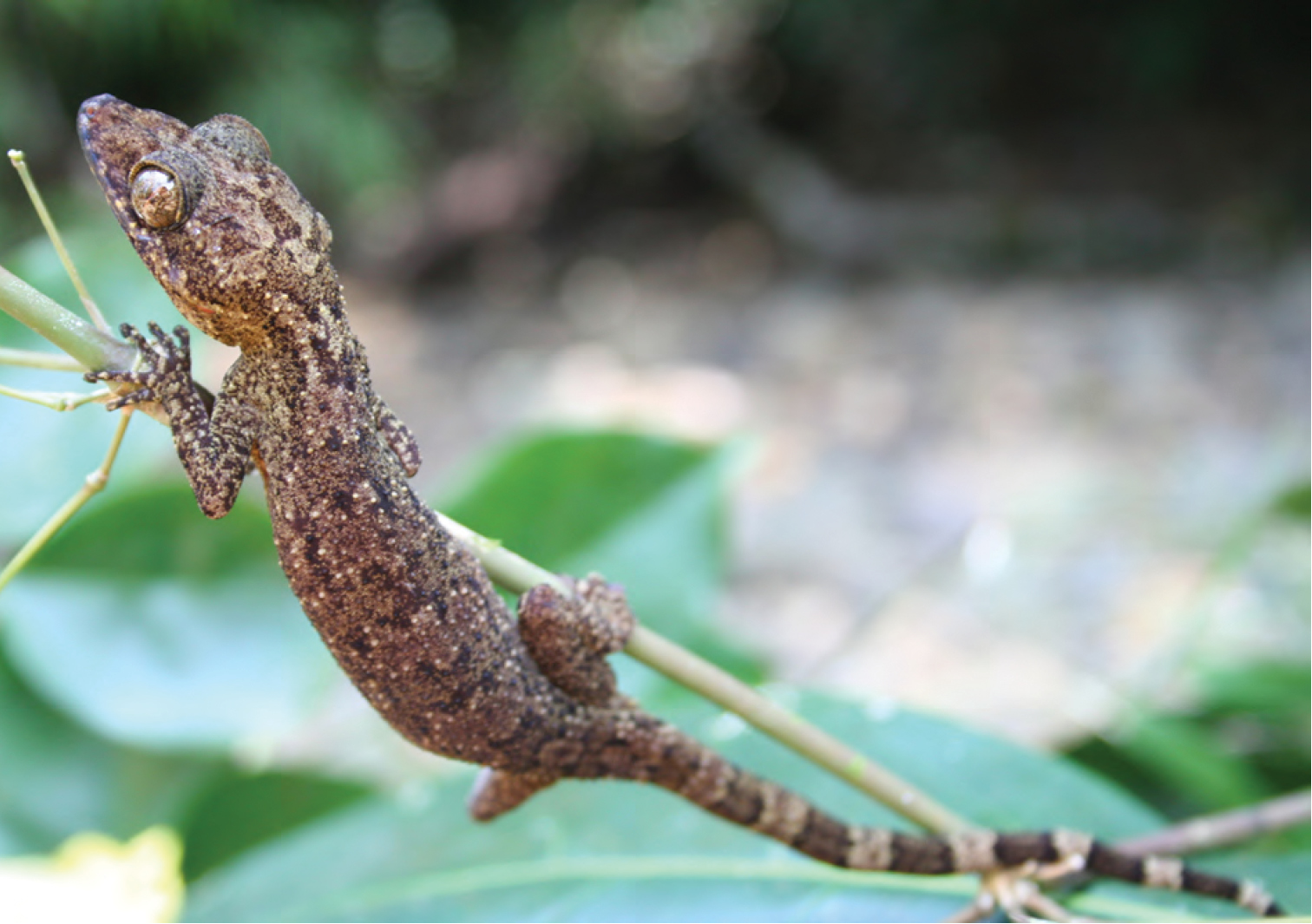
C. philippinicus

- Cyrtodactylus phnomchiensis Neang, Henson & Stuart, 2020
- Cyrtodactylus phongnhakebangensis Ziegler, Rösler, Herrmann & Thanh, 2003[13]C. phongnhakebangensis

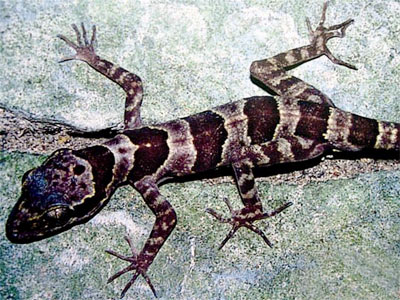
C. phongnhakebangensis

- Cyrtodactylus phukhaensis Chomdej, Pradit, Pawangkhanant, Naiduangchan & Suwannapoom, 2022
- Cyrtodactylus phumyensis Ostrowski, Do, Le, Ngo, Pham, Nguyen, Nguyen & Ziegler, 2020
- Cyrtodactylus phuocbinhensis Nguyen, Le, Tran, Orlov, Lathrop, Macculloch, Le, Jin, Nguyen, Nguyen, Hoang, Che, Murphy & Zhang, 2013[14]
- Cyrtodactylus phuquocensis Ngo van tri, Grismer & Grismer, 2010[15]
- Cyrtodactylus pinlaungensis Grismer, Wood, Quah, Thura, Oaks & Lin, 2019
- Cyrtodactylus pronarus Shea, Couper, Wilmer & Amey, 2011[2]
- Cyrtodactylus psarops Harvey, O’Connell, Barraza, Riyanto, Kurniawan & Smith, 2015
- Cyrtodactylus pseudoquadrivirgatus Rösler, Nguyen, Vu, Ngo & Ziegler, 2008
- Cyrtodactylus pubisulcus Inger, 1958
- Cyrtodactylus puhuensis Nguyen, Yang, Thi le, Nguyen, Orlov, Hoang, Nguyen, Jin, Rao, Hoang, Che, Murphy & Zhang, 2014[16]
- Cyrtodactylus pulchellus Gray, 1827
- Cyrtodactylus punctatus (Gray, 1867)
- Cyrtodactylus pyadalinensis Grismer, Wood, Thura, Win & Quah, 2019
- Cyrtodactylus pyinyaungensis Grismer, Wood, Thura, Zin, Quah, Murdoch, Grismer, Lin, Kyaw & Lwin, 2017
- Cyrtodactylus quadrivirgatus Taylor, 1962
- Cyrtodactylus raglai Nguyen, Duong, Grismer & Poyarkov, 2021
- Cyrtodactylus ranongensis Sumontha, Pauwels, Panitvong, Kunya & Grismer, 2015
- Cyrtodactylus redimiculus King, 1962
- Cyrtodactylus rex Oliver, Richards, Mumpuni & Rösler, 2016
- Cyrtodactylus rishivalleyensis Agarwal, 2016
- Cyrtodactylus rivularis Grismer, Aowphol, Yodthong, Ampai, Termprayoon, Aksornneam & Rujirawan, 2022
- Cyrtodactylus robustus Kraus, 2008
- Cyrtodactylus roesleri Ziegler, Nazarov, Orlov, Nguyen, Vu, Dang, Dinh & Schmitz, 2010
- Cyrtodactylus rosichonarieforum Riyanto, Grismer & Wood, 2015
- Cyrtodactylus rubidus (Blyth, 1861)
- Cyrtodactylus rufford Luu, Calame, Nguyen, Le, Bonkowski & Ziegler, 2016
- Cyrtodactylus rukhadeva Grismer, Suwannapoom, Pawangkhanant, Nazarov, Yushchenko, Naiduangchan, Le, Luu & Poyarkov, 2021
- Cyrtodactylus russelli Bauer, 2003
- Cyrtodactylus sadanensis Grismer, Wood, Thura, Zin, Quah, Murdoch, Grismer, Lin, Kyaw & Lwin, 2017
- Cyrtodactylus sadansinensis Grismer, Wood, Thura, Zin, Quah, Murdoch, Grismer, Lin, Kyaw & Lwin, 2017
- Cyrtodactylus sadleiri (Wells & Wellington, 1985)
- Cyrtodactylus saiyok Panitvong, Sumontha, Tunprasert & Pauwels, 2014
- Cyrtodactylus salomonensis Rösler, Richards & Günther, 2007[17]
- Cyrtodactylus samroiyot Pauwels & Sumontha, 2014[18]
- Cyrtodactylus sangi Pauwels, Nazarov, Bobrov & Poyarkov, 2018
- Cyrtodactylus sanook Pauwels, Sumontha, Latinne & Grismer, 2013[19]
- Cyrtodactylus sanpelensis Grismer, Wood, Thura, Zin, Quah, Murdoch, Grismer, Lin, Kyaw & Lwin, 2017
- Cyrtodactylus semenanjungensis Grismer & Leong, 2005
- Cyrtodactylus semiadii Riyanto, Bauer & Yudha, 2014[20]
- Cyrtodactylus semicinctus Harvey, O’Connell, Barraza, Riyanto, Kurniawan & Smith, 2015
- Cyrtodactylus septentrionalis Agarwal, Mahony, Giri, Chaitanya & Bauer, 2018
- Cyrtodactylus septimontium Murdoch, Grismer, Wood, Neang, Poyarkov, Tri, Nazarov, Aowphol, Pauwels, Nguyen & Grismer, 2019
- Cyrtodactylus seribuatensis Youmans & Grismer, 2006
- Cyrtodactylus sermowaiensis (De rooij, 1915)
- Cyrtodactylus serratus Kraus, 2007
- Cyrtodactylus sharkari Grismer, Wood, Anuar, Quah, Muin, Mohamed, Onn, Sumarli, Loredo & Heinz, 2014[21]
- Cyrtodactylus shwetaungorum Grismer, Wood, Thura, Zin, Quah, Murdoch, Grismer, Lin, Kyaw & Lwin, 2017
- Cyrtodactylus siahaensis Purkayastha, Lalremsanga, Litho, Rathee, Bohra, Mathipi, Biakzuala & Muansanga, 2022
- Cyrtodactylus sinyineensis Grismer, Wood, Thura, Zin, Quah, Murdoch, Grismer, Lin, Kyaw & Lwin, 2017
- Cyrtodactylus slowinskii Bauer, 2002
- Cyrtodactylus soba Batuwita & Bahir, 2005
- Cyrtodactylus sommerladi Luu, Bonkowski, Nguyen, Le, Schneider, Ngo & Ziegler, 2016
- Cyrtodactylus soni Le, Nguyen, Le & Ziegler, 2016
- Cyrtodactylus sonlaensis Nguyen, Pham, Ziegler, Ngo & Le, 2017
- Cyrtodactylus soudthichaki Luu, Calame, Nguyen, Bonkowski & Ziegler, 2015
- Cyrtodactylus speciosus (Beddome, 1870)
- Cyrtodactylus spelaeus Nazarov, Poyarkov, Orlov, Nguyen, Milto, Martynov, Konstantinov & Chulisov, 2014
- Cyrtodactylus spinosus Linkem, Mcguire, Hayden, Setiadi, Bickford & Brown, 2008
- Cyrtodactylus srilekhae Agarwal, 2016
- Cyrtodactylus stellatus Termprayoon, Rujirawan, Ampai, Wood & Aowphol, 2021
- Cyrtodactylus stresemanni Rösler & Glaw, 2008
- Cyrtodactylus sumonthai Bauer, Pauwels & Chanhome, 2002
- Cyrtodactylus sumuroi Welton, Siler, Linkem, Diesmos & Brown, 2010
- Cyrtodactylus surin Chan-ard & Makchai, 2011
- Cyrtodactylus sworderi (Smith, 1925)
- Cyrtodactylus tahuna Riyanto, Arida & Koch, 2018
- Cyrtodactylus takouensis Ngo & Bauer, 2008
- Cyrtodactylus tamaiensis (Smith, 1940)
- Cyrtodactylus tambora Riyanto, Mulyadi, Mcguire, Kusrini, Febylasmia, Basyir & Kaiser, 2017
- Cyrtodactylus tanahjampea Riyanto, Hamidy & Mcguire, 2018
- Cyrtodactylus tanim Nielsen & Oliver, 2017
- Cyrtodactylus taungwineensis Grismer, Wood, Quah, Grismer, Thura, Oaks & Lin, 2020
- Cyrtodactylus tautbatorum Welton, Siler, Diesmos & Brown, 2009
- Cyrtodactylus taybacensis Pham, Le, Ngo, Ziegler, Nguyen, 2019
- Cyrtodactylus taynguyenensis Nguyen, Le, Tran, Orlov, Lathrop, Macculloch, Le, Jin, Nguyen, Nguyen, Hoang, Che, Murphy & Zhang, 2013
- Cyrtodactylus tebuensis Grismer, Anuar, Muin, Quah & Wood, 2013
- Cyrtodactylus teyniei David, Nguyen, Schneider & Ziegler, 2011
- Cyrtodactylus thathomensis Nazarov, Pauwels, Konstantinov, Chulisov, Orlov & Poyarkov, 2018
- Cyrtodactylus thirakhupti Pauwels, Bauer, Sumontha & Chanhome, 2004
- Cyrtodactylus thochuensis Ngo van tri & Grismer, 2012
- Cyrtodactylus thuongae Phung, Van Schingen, Ziegler & Nguyen, 2014
- Cyrtodactylus thylacodactylus Murdoch, Grismer, Wood, Neang, Poyarkov, Tri, Nazarov, Aowphol, Pauwels, Nguyen & Grismer, 2019
- Cyrtodactylus tibetanus (Boulenger, 1905)
- Cyrtodactylus tigroides Bauer, Sumontha & Pauwels, 2003
- Cyrtodactylus timur Grismer, Wood, Anuar, Quah, Muin, Mohamed, Onn, Sumarli, Loredo & Heinz, 2014[21]
- Cyrtodactylus tiomanensis Das & Lim, 2000
- Cyrtodactylus triedrus (Günther, 1864)
- Cyrtodactylus trilatofasciatus Grismer, Wood, Quah, Anuar, Muin, Sumontha, Ahmad, Bauer, Wangkulangkul, Grismer & Pauwels, 2012
- Cyrtodactylus tripartitus Kraus, 2008
- Cyrtodactylus tripuraensis Agarwal, Mahony, Giri, Chaitanya & Bauer, 2018
- Cyrtodactylus tuberculatus (Lucas & Frost, 1900)[2]
- Cyrtodactylus urbanus Purkayastha, Das, Bohra, Bauer & Agarwal, 2020
- Cyrtodactylus uthaiensis Grismer, Aowphol, Yodthong, Ampai, Termprayoon, Aksornneam & Rujirawan, 2022
- Cyrtodactylus varadgirii Agarwal, Mirza, Pal, Maddock, Mishra & Bauer, 2016
- Cyrtodactylus variegatus (Blyth, 1859)
- Cyrtodactylus vedda Amarasinghe, Karunarathna, Campbell, Gayan, Ranasinghe, De silva & Mirza, 2022
- Cyrtodactylus vilaphongi Schneider, Nguyen, Duc le, Nophaseud, Bonkowski & Ziegler, 2014
- Cyrtodactylus wakeorum Bauer, 2003
- Cyrtodactylus wallacei Hayden, Brown, Gillespie, Setiadi, Linkem, Iskandar, Umilaela, Bickford, Riyanto, Mumpuni & Mcguire, 2008
- Cyrtodactylus wangkulangkulae Sumontha, Pauwels, Suwannakarn, Nutatheera & Sodob, 2014[22]
- Cyrtodactylus wayakonei Nguyen, Kingsada, Rösler, Auer & Ziegler, 2010
- Cyrtodactylus welpyanensis Grismer, Wood, Thura, Zin, Quah, Murdoch, Grismer, Lin, Kyaw & Lwin, 2017
- Cyrtodactylus wetariensis (Dunn, 1927)
- Cyrtodactylus yakhuna (Deraniyagala, 1945)
- Cyrtodactylus yangbayensis Ngo van tri & Onn, 2010
- Cyrtodactylus yathepyanensis Grismer, Wood, Thura, Zin, Quah, Murdoch, Grismer, Lin, Kyaw & Lwin, 2017
- Cyrtodactylus yoshii Hikida, 1990
- Cyrtodactylus ywanganensis Grismer, Wood, Thura, Quah, M grismer, Murdoch, Espinoza & Lin, 2018
- Cyrtodactylus zebraicus Taylor, 1962
- Cyrtodactylus zhaoermii Shi & Zhao, 2010[23]
- Cyrtodactylus zhenkangensis Liu & Rao, 2021
- Cyrtodactylus ziegleri Nazarov, Orlov, Nguyen & Ho, 2008[24]
- Cyrtodactylus zugi Oliver, Tjaturadi, Mumpuni, Krey & Richards, 2008[25]

Früher wurde auch der Ägäische Nacktfinger (Mediodactylus kotschyi) zur Gattung Cyrtodactylus gezählt, dieser europäische Gecko wurde jedoch in die Gattung Mediodactylus transferiert, ebenso Mediodactylus walli Ingoldby, 1922. Cyrtodactylus abrae, von Wells 2002 von der australischen Art Cyrtodactylus tuberculatus abgespalten, ist ein nomen nudum und hat keine Gültigkeit. Seit 2009 wurden in Osttimor mehrmals Vertreter der Bogenfingergeckos entdeckt. Wahrscheinlich handelt es sich um mindestens sieben verschiedene Arten von Cyrtodactylus. Vier weitere der entdeckten Populationen sind noch nicht spezifiziert.